# Пачог (Њујорк)
Пачог (енгл. Patchogue) град је у америчкој савезној држави Њујорк.

## Демографија
По попису из 2010. године број становника је 11.798, што је 121 (-1,0%) становника мање него 2000. године.
| Група             | 2000.         | 2010.         |
| Белци             | 8.231 (69,1%) | 7.296 (61,8%) |
| Афроамериканци    | 464 (3,9%)    | 682 (5,8%)    |
| Азијати           | 166 (1,4%)    | 185 (1,6%)    |
| Хиспаноамериканци | 2.842 (23,8%) | 3.488 (29,6%) |
| Укупно            | 11.919        | 11.798        |